# Coimbatore (distrikt)
Coimbatore (tamil: கோயம்புத்தூர் மாவட்டம், marathi: कोइंबतूर जिल्हा, sanskrit: कोयम्बत्तूरुमण्डलम्, malayalam: കോയമ്പത്തൂർ ജില്ല, hindi: कोयंबतूर जिला) är ett distrikt i Indien.   Det ligger i delstaten Tamil Nadu, i den södra delen av landet, 2 000 km söder om huvudstaden New Delhi. Antalet invånare är 3 458 045. Arean är 4 723 kvadratkilometer. Coimbatore gränsar till Tiruppur och Idukki.
Följande samhällen finns i Coimbatore:
- Coimbatore
- Valparai
- Pollachi
- Mettupalayam
- Singānallūr
- Kāramadai
- Madukkarai
- Sulur
- Periyanayakkanpalaiyam
- Chettipālaiyam
- Sirumugai
- Annur
- Irugūr
- Vettaikkaranpudur
- Anaimalai
- Thondamuthur
- Perūr
- Periyanegamam
- Kembanur